# Davide Vigano
Davide Vigano (Carate Brianza, 12 de junio de 1984) es un ciclista italiano. 
Debutó como profesional en 2005 y en 2009 fichó por el Fuji-Servetto, donde solo estuvo esa temporada. Sky Procycling y Leopard-Trek fueron los siguientes equipos en los que compitió en 2010 y 2011 respectivamente. En 2012 y 2013 lo hizo con el equipo italiano Lampre y en 2014 corrió para el equipo español Caja Rural-Seguros RGA.

## Palmarés
2014
- 1 etapa de la Vuelta a Portugal[1]

2015
- Tour de Eslovaquia, más 1 etapa
- 1 etapa de la Vuelta a Portugal

2016
- 1 etapa del Tour de Sibiu

## Resultados en Grandes Vueltas
| Carrera | Carrera         | 2005 | 2006  | 2007  | 2008 | 2009  | 2010 | 2011  | 2012  | 2013 | 2014 | 2015 | 2016 |
| ------- | --------------- | ---- | ----- | ----- | ---- | ----- | ---- | ----- | ----- | ---- | ---- | ---- | ---- |
|         | Giro de Italia  | —    | —     | —     | —    | 156.º | —    | Ab.   | —     | —    | —    | —    | —    |
|         | Tour de Francia | —    | —     | —     | —    | —     | —    | —     | Ab.   | —    | —    | —    | —    |
|         | Vuelta a España | —    | 117.º | 130.º | 93.º | Ab.   | —    | 142.º | 141.º | —    | —    | —    | —    |

—: no participa
Ab.: abandono

## Equipos
- Quick Step (2005-2008)
- Fuji-Servetto (2009)
- Sky Procycling (2010)
- Leopard Trek (2011)
- Lampre (2012-2013)
  - Lampre-ISD (2012)
  - Lampre-Merida (2013)
- Caja Rural-Seguros RGA (2014)
- Team Idea 2010 ASD (2015)
- Androni Giocattoli (2016)